# Romanticisme musical
El romanticisme musical correspon aproximadament a la música occidental composta al llarg del segle xix a Europa. La música d'aquest període va sorgir sense ruptura amb el llenguatge musical, l'harmonia i els gèneres del classicisme, de tal manera que en molts aspectes ambdós períodes es poden considerar com una única gran època dins la història de la música. Sigui com sigui, el romanticisme introdueix un nou element poètic i metafísic, que fa que el sentiment prevalgui sobre la raó, predominant el subjectivisme i l'emoció. D'altra part, hi ha un principi dinàmic relacionat amb l'esperit positivista de l'època que fa que es desenvolupin diferents aspectes de la pràctica musical, com ara la tècnica interpretativa, o la construcció d'instruments. També fruit del positivisme, el segle xix veurà néixer la musicologia i la pedagogia musical tal com l'entenem en l'actualitat.
La música romàntica està relacionada amb el romanticisme literari, pictòric i filosòfic, malgrat que la datació convencional de la musicologia difereix notablement de les altres arts, que defineixen com a romàntic el període comprès entre el 1780 i el 1840. En canvi, la musicologia actual situa els inicis del romanticisme a principis del segle xix i no el conclou definitivament fins a l'inici de la Primera Guerra Mundial.

## Datació
Com és habitual en la datació dels moviments artístics, les dates d'inici i final són difícils de definir i difereixen segons les diferents escoles i autors. Malgrat això, existeix una periodització generalment acceptada:
- 1800-1830: Romanticisme incipient o protoromanticisme. Els lieder de Schubert, les òperes de Weber i les obres del darrer període creatiu de Ludwig van Beethoven en formarien part.
- 1830-1850: Romanticisme ple. La Simfonia fantàstica d'Hector Berlioz marca el punt de partida d'aquesta època que pràcticament abasta el conjunt de l'obra de Frédéric Chopin, Felix Mendelssohn i Robert Schumann. També inclou les primeres òperes de Wagner i Verdi.
- 1850-1890: Romanticisme tardà. Caracteritzat pels poemes simfònics de Franz Liszt, els drames musical de Wagner, les òperes de maduresa de Verdi i l'aparició de la segona generació romàntica, amb Anton Bruckner, Johannes Brahms i César Franck.
- 1890-1914: Fi de segle. Gustav Mahler, Richard Strauss, Claude Debussy i Giacomo Puccini porten les diferents tendències romàntiques fins al límit, representat a la vegada la fi d'un cicle i el principi del període atonal iniciat per Arnold Schönberg i que portarà a la música del segle XX cap a nous plantejaments.

## Característiques generals
Entre les característiques del romanticisme destaquen la universalitat, l'individualisme, el subjectivisme, la passió és la llibertat, la varietat estètica i l'interès pels valors nacionals i populars i pel món medieval. En arquitectura es practica un estil neogòtic. Quant al pensament filosòfic, a part dels idealistes: Fichte, Schelling i Hegel trobem Schopenhauer, que destaca el caràcter irracional de la realitat i Kierkegaard que afirma que l'única cosa real és l'individu, dues reaccions contra el racionalisme que conduïren a l'irracionalisme, al pessimisme i a l'individualisme, preparant la filosofia de Nietzsche. Els filòsofs, per tant, es van desentendre dels problemes socials i polítics i se centraren especialment en el problema de l'individualisme. Schopenhauer anul·la el jo individual. En l'art, sobretot en la tragèdia i en la música, l'espectador s'allibera del dolor i de la voluntat individual, dissolent-se en la voluntat universal i en el dolor etern i col·lectiu.

## Característiques musicals
- Es creen nous gèneres i formes musicals (drama musical, poema simfònic, ballet…)
- Destaca la música per a piano i per a orquestra simfònica, però també l'òpera i el lied.
- El compositor deixa de ser un servent i adquireix una molt bona reputació per damunt dels altres artistes. La música deixa els salons aristocràtics i es trasllada a les sales de concert i als salons burgesos.
- Alemanya i Àustria són el centre musical més important en la música instrumental. En la música vocal, ho són Itàlia i França.
- Es compon menys música religiosa.
- Hi ha menys rigidesa formal i menys regularitat en les frases melòdiques; l'scherzo substitueix definitivament el minuet; en les obres amb diversos moviments (sonates, quartets de corda, simfonies, concerts...) sorgeixen estructures cícliques, motius rítmics i melòdics que apareixen en més d'un moviment.
- Els ritmes són més complexos i lliures, amb una notable llibertat agògica, que propiciarà l'aparició del rubato (més llibertat en els passatges expressius i apassionats).
- S'eixampla la tonalitat; hi ha més dissonàncies i cromatismes i menor claredat tonal; les cadències són menys clares i menys freqüents i l'estil polifònic i contrapuntístic s'utilitza només esporàdicament.
- Al costat de la sonata per a piano, apareixen una gran quantitat de petites formes de caràcter íntim o apassionat i amb estructures diverses i lliures com la romança, el nocturn, la rapsòdia, l'estudi, el preludi, la fantasia, etc.; i algunes danses estilitzades com la masurca, el vals, la polonesa, etc.

## Música per a orquestra delseglexix
En el segle xix el nombre d'orquestres va créixer moltíssim, pel que adoptaren un paper molt important. Algunes d'aquestes orquestres eren d'aficionats, encara que altres estaven formades per professionals, com per exemple, la Filharmònica de Londres, Nova York i Viena, que van néixer en aquest segle.
Els tipus d'orquestres que coneixem d'aquest període són les orquestres de concert, les dels teatres d'òpera, les dels cafès i les que actuaven en les sales de ball. En aquest moment, les orquestres tenien fins a noranta músics i estaven formades de molts timbres diferents, fet que va portar als compositors a poder utilitzar cada secció de manera igualitària.
Els instruments van tenir grans avenços tècnics. A algunes obres es va començar a utilitzar l'arpa de pedal, que permetia fer cromatismes. En rares ocasions es van poder veure dones en orquestres, ja que aquestes no s'incorporaren fins a la meitat del segle xx.

## L'orjia delseglexix
En òpera, les formes per números individuals que s'havien establert en l'òpera del Barroc i del Classicisme s'utilitzen més lliurement. Tal com avança el segle, les àries, cors, recitatius i peces de conjunt tendeixen cada vegada més a unir-se en un tot difícilment destriable fins a arribar a la música contínua, totalment composta (Durchkomponierte Form) que assolirà de manera clara Richard Wagner. En aquesta transformació, l'orquestra tindrà un paper rellevant, arribant a ser un element essencial del drama musical.
El declivi dels castrati fa que el paper de l'heroi principal de la majoria d'òperes romàntiques s'atribueixi a la veu de tenor. Al cor se li assignarà sovint un paper més important que en l'època anterior.
Es podria dir que a Itàlia el romanticisme musical s'expressa essencialment en l'òpera. L’opera buffa anirà deixant pas a obres amb llibrets influenciats per la literatura nacional, però també pel naixent del Romanticisme europeu i pel teatre de Shakespeare, de tal manera que les trames es basen en els motius interiors dels personatges, que sovint són protagonistes d'històries de passió i amor tràgic. Els papers més presents són el de tirans i de dones enamorades. Cap al final del segle apareixerà una nova tendència anomenada verisme.

### Òpera italiana
Al principi del segle xix va començar una fusió de l'opera seria i l'opera buffa italianes, fet que originà l'òpera italiana de final d'aquest segle. Això va succeir per la falta d'interès del públic per l'òpera que es va compondre en el classicisme i per la forma inflexible d'aquestes mateixes òperes. Aquest canvi sorgí en mans dels escriptors de les òperes serioses, que van començar a utilitzar característiques de l'altra òpera a més de la novel·la medieval.
Gioachino Rossini (1792-1868) va ser el compositor italià més important del principi del segle xix i va compondre òpera seriosa i òpera còmica. En catorze anys de la seva vida va compondre 39 òperes, 2 oratoris, obres instrumentals, cantates i 2 simfonies. Les seves òperes serioses més importants són Tancredi, Elisabetta, regina d'Inghilterra, Otello, Mosè in Egitto, La donna del lago, Maometto II i Semiramide. De les còmiques destaquem L'italiana in Algeri, Il turco in Italia i La Cenerentola. Així i tot, no podem oblidar Il barbiere de Siviglia la qual és considerada la seva obra mestra. Com a característiques cal destacar el seu caràcter sentimentalista i els matisos de les seves obres, els quals aporten dramatisme i produeixen un augment de la tensió.
Rossini va crear el corrent belcantista que seguiran Vincenzo Bellini (1801-1835) i Gaetano Donizetti (1797-1848). El bel canto no només es troba en la música, ja que també fa referència a la ciència de la tècnica vocal, que va néixer a Itàlia al segle xvi, el qual cerca veus flexibles i uniformes.
Bellini i Donizetti utilitzan un estil més senzill, refinat i sensible, amb influència del classicisme vienès i del bel canto. Són considerats els predecessors de Giuseppe Verdi (1813-1901) pel tractament que fan dels personatges. De les seves òperes destaquem respectivament La sonnambula, Norma i I puritani de Bellini, i L'elisir d'amore, Lucia de Lammermoor i Don Pasquale de Donizetti.
Després d'aquests compositors va vindre Verdi, qui va arribar fins al següent corrent d'òpera italiana, el verisme.
Verdi va començar a expressar sentiments amb la música i compongué arguments realistes. Utilitza el cor de l'escenari per a representar el poble, així, l'òpera esdevé més real. Verdi, en lloc de cercar que les veus tinguin més potència sonora que l'orquestra, busca que les melodies siguin més importants i destaquin per elles mateixes. Així i tot, aquest no serà un objectiu fàcil, ja que el nombre d'integrants de l'orquestra ha crescut molt.
Les òperes més importants de Verdi són Nabucco, Rigoletto, Il trovatore, La traviata, Aida, Otello i Falstaff.
En el verisme, es componen òperes el més realista possible, on és primordial la representació dels sentiments més bàsics dels personatges. El compositor més important del verisme és Giacomo Puccini (1858-1924) i les seves principals òperes són La Bohème, Tosca, Madama Butterfly i Turandot.

### Òpera alemanya
Encara que l'òpera italiana va ser la que va tenir més influència a Europa, l'òpera alemanya se separa d'aquesta. Carl María von Weber (1786-1826) va ser el primer a compondre en aquest estil d'òpera.
L'antecedent d'aquesta òpera va ser el Singspiel, amb Fidelio de Beethoven, però Weber fou qui s'endinsà plenament en el gènere. Els compositors van utilitzar el “reminscence motifs” per associar-los als diferents personatges de l'òpera.
Weber barreja elements populars amb la fantasia, però d'una manera que tot el públic pogués comprendre. Utilitza moltes melodies populars i alegres i els recitatius són cantats. Der Freischütz i Euryanthe van ser les seves obres mestres.
Després de la seva mort, trobem a Richard Wagner (1813-1883), qui va començar a compondre amb un nou sistema compositiu, per així aconseguir que l'òpera alemanya estigues a l'altura de la música simfònica més important.
Per compondre, Wagner va utilitzar la mitologia alemanya, va dotar a l'orquestra la màxima importància i va usar sempre l'alemany com a llengua principal per a les lletres de les òperes.
Va crear un nou estil d'òpera, el drama musical. Lluis II de Baviera va ser un gran seguidor de Wagner. Als seus drames musicals, ell mateix elaborava la musica, l'escenografia i el llibret. En les seves composicions destaquen les relacions cromàtiques i el contrapunt, a més, va ser el creador del leitmotiv, recurs que utilitzarà en les seves obres. El cromatisme del qual parlàvem, s'associà al color de l'orquestra.
El nombre de membres de l'orquestra es veurà incrementat per la incorporació de nous instruments. A més, va aconseguir que les escenes s'encadenessin unes amb les altres per aconseguir una forma contínua.
En les seves composicions, Wagner cerca “l'obra d'art total”, en la qual fa una barreja de totes les arts (escèniques, poètiques, visuals...). Tot això ho podem veure clarament en la seva obra Der Ring des Nibelungen. D'entre el seu repertori destaquem les òperes Der fliegende Holländer, Tristan und Isolde i Parsifal.

### Òpera francesa
La primera òpera d'Étienne Méhul Euphrosine, ou Le tyran corrigé, estrenada en la salle Favart el 4 de setembre de 1790, va ser un immens èxit que marcà el futur de Méhul i va ser el principi d'una llarga relació amb el Théâtre de la Comédie Italienne (rebatejat «Opéra-Comique» el 1793). Les seves òperes tenien arguments tempestuosos i apassionats, i obres com Stratonice (1790), Mélidore et Phrosine (1792), Le jeune sage et le vieux fou (1793) i Ariodant (1799), li van suposar ser considerat com el primer músic romàntic. El títol li hauria dedicat el marquès de Condorcet a la La chronique de Paris de l'1 d'abril de 1793, després d'assistir a una representació de Le jeune sage et le vieux fou.

### Òpera russa
Les dues òperes de Mikhaïl Glinka (Una vida pel tsar, 1836, i Ruslan i Liudmila, 1842) només contenen parcialment elements nacionals i aquesta serà una de les paradoxals característiques de tota la tradició operística russa del segle xix. De fet, Glinka pren el motiu popular com a matèria primera i el tracta instintivament segons els usos de la música italiana, llavors de moda. El Grup dels Cinc -Balàkirev, Cui, Mússorgski, Borodín, Rimski-, eslavòfils d'espècie populista, erigiran en sistema aquesta inconscient utilització del folklore. Tant l'obra de Glinka com la dels seus successors, fins Rakhmàninov, s'inscriu dins de l'estètica romàntica, que en la història de la música és un període dilatat en el temps i d'una variadíssima riquesa en les seves manifestacions. Aquesta estètica no és incompatible amb la tendència al realisme.